# Proceratosaurus
Proceratosaurus este o specie de dinozaur teropod care a trăit în Jurasicul Mijlociu pe actualul teritoriu al Angliei. Holotipul și singurul specimen cunoscut a fost descoperit lângă Minchinhampton, un oraș din Gloucestershire, și constă dintr-un craniu în mare parte complet, cu un maxilar inferior și un os hioid. A fost descris inițial în 1910 ca o specie de Megalosaurus, M. bradleyi, dar în 1926 a fost mutat în propriul gen, Proceratosaurus. Genul a fost numit astfel datorită presupusei sale relații strânse cu Ceratosaurus din cauza asemănării percepute a crestei craniene incomplete 's Proceratosaurus cu cornul nazal 's Ceratosaurus. Aceast legătură s-a dovedit ulterior a fi una eronată.